# Зарецька Ірина Ігорівна
Ірина Ігорівна Зарецька (азерб. İrina İqorevna Zaretska; нар. 4 березня 1996, Одеса) — українська та азербайджанська каратистка, чемпіонка світу 2018 року, переможниця Європейських ігор 2015 року та Ісламських ігор солідарності 2017 року.

## Біографія
Ірина Ігорівна Зарецька народилася 4 березня 1996 року в Одесі .
На Європейських іграх 2015 року в Баку Зарецька у ваговій категорії до 68 кг завоювала золоту медаль. На п'єдесталі пошани виконувала гімн Азербайджану . 29 червня Ірина Зарицька за високі досягнення на I Європейських іграх і великі заслуги в розвитку спорту в Азербайджані була нагороджена орденом «Слава» .
На чемпіонаті Європи 2016 року в Монпельє Ірина Зарицька в складі збірної Азербайджану посіла перше місце в турнірі команд по куміте  .
На Ісламських іграх солідарності в 2017 році Зарецька посіла перше місце, завоювавши золоту медаль .
У 2018 році на минулій в Берліні Прем'єр-лізі з карате Зарецька стала другою, завоювавши срібну медаль . В цьому ж році на чемпіонаті Європи Зарецька стала другою, поступившись у фіналі спортсменці з Швейцарії .
На чемпіонаті світу 2018 року в Мадриді Зарецька завоювала золоту медаль, здолавши у фіналі росіянку Вікторію Ісаєву . Таким чином, Ірина Зарицька стала другим спортсменом в історії азербайджанського карате, яка досягла такого досягнення на дорослому рівні .
У 2021 році виграла срібну медаль Олімпійських ігор, стала чемпіонкою світу та Європи.